# Nyctinomops aurispinosus
El murciélago de cola suelta de bolsa (Nyctinomops aurispinosus), también denominado murciélago cola de ratón de Peale es una especie de murciélago forestal que se encuentra en Sudamérica y el sur de México.

## Distribución
Habita en Bolivia, el este de Brasil, Colombia, Ecuador, el sur de México, Paraguay, Perú y Venezuela.